# Коберн-Гондорф
Коберн-Гондорф (нем. Kobern-Gondorf) — община в Германии, в земле Рейнланд-Пфальц. 
Входит в состав района Майен-Кобленц. Подчиняется управлению Унтермозель.  Население составляет 3206 человек (на 31 декабря 2010 года). Занимает площадь 28,36 км².
Коммуна подразделяется на 3 сельских округа.

## Фотографии

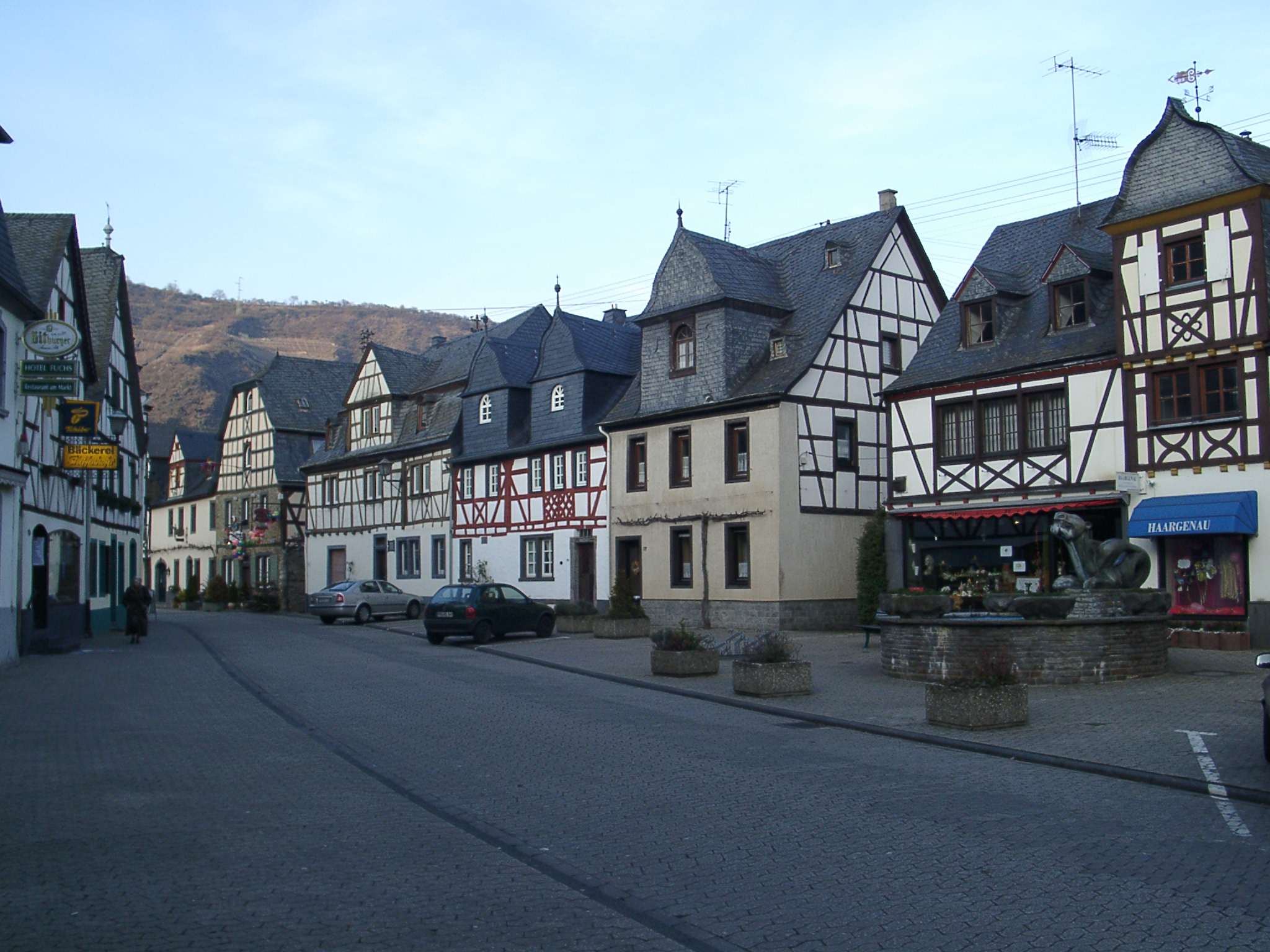
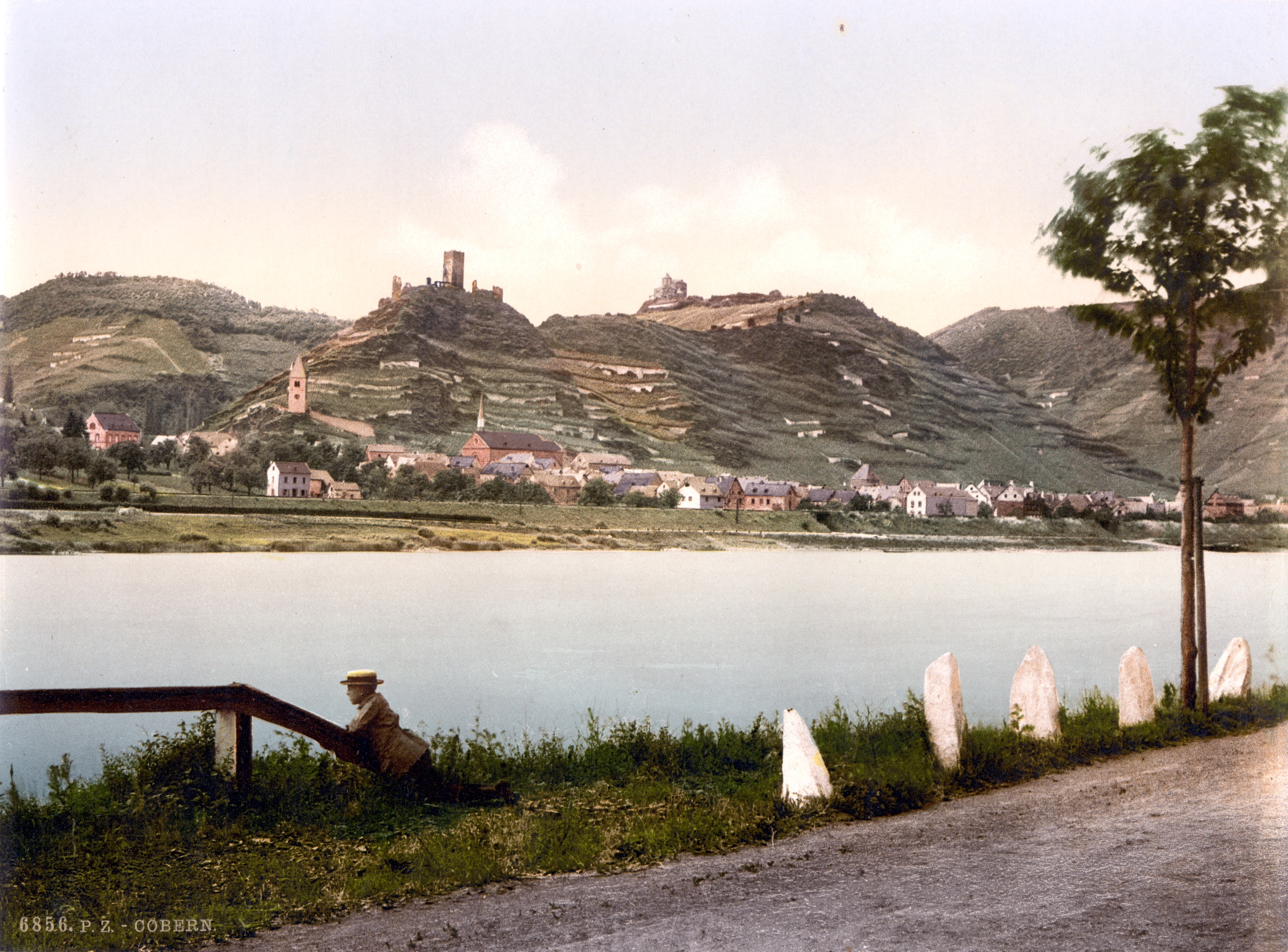
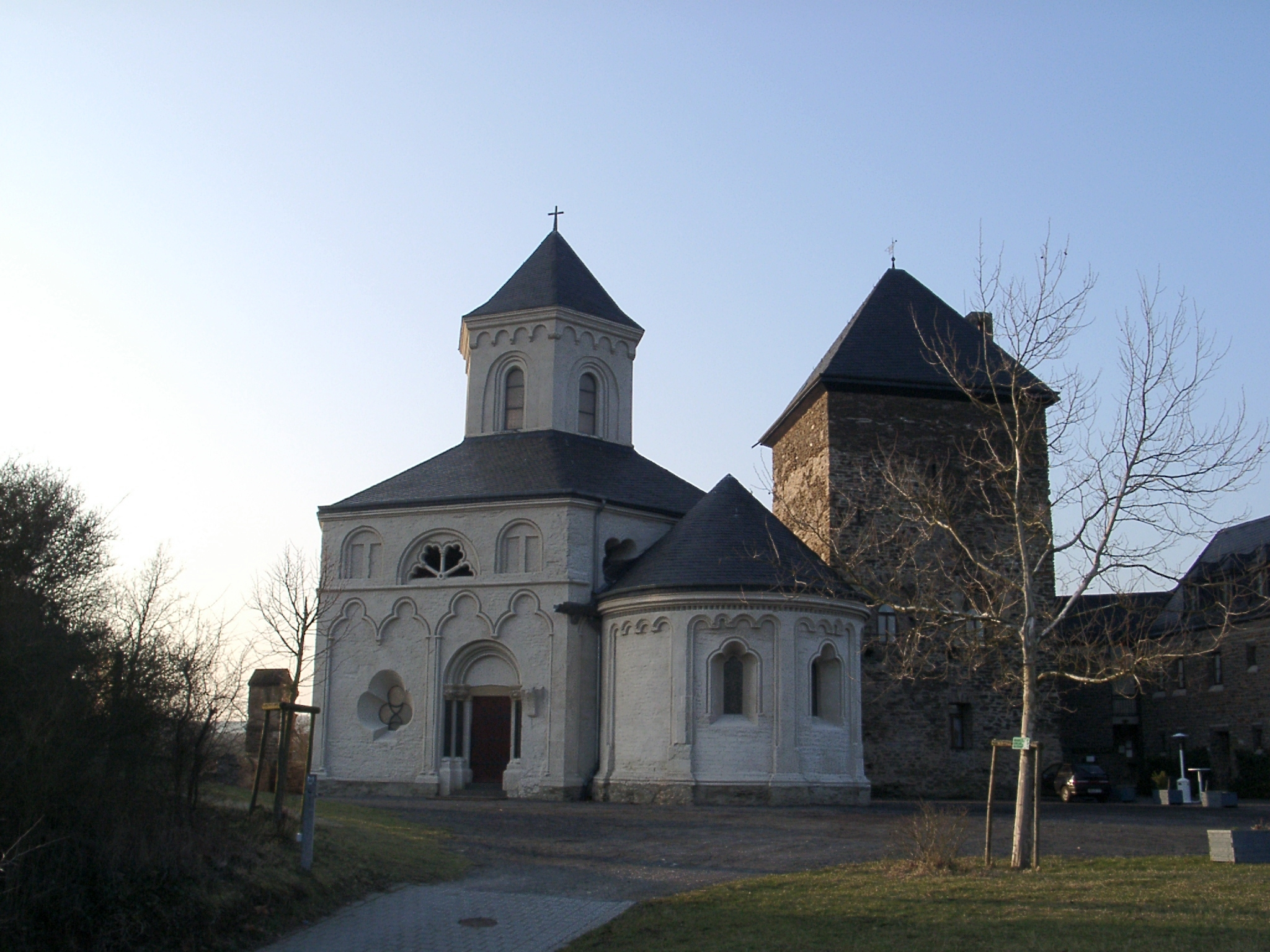

## Достопримечательности
- Замок Нидербург